# Костюк Анатолій Никифорович
Костюк Анатолій Никифорович (нар. 8 квітня 1939) — кандидат медичних наук, Заслужений лікар України, автор поліфункціональних зовнішніх фіксаторів, завідувач відділу експериментального виробництва Інституту травматології та ортопедії Академії медичних наук України, винахідник «Апарату Костюка».

## Біографія
Народився 8 квітня 1939 року в селі Клебань Тульчинського району Вінницької області у сім'ї хліборобів.
По закінченню навчання в школі, три роки працював прохідником на шахті Ново-Моспіно на Донеччині. По закінченню медичного інституту, він був призваний медиком у кадри Збройних сил СРСР.
З 1965 по 1992 рік був на різних посадах. Близько десяти років очолював загально-хірургічне відділення шпиталю.
Згодом він отримав нову спеціалізацію — ортопеда-травматолога. Навчався у Військово-медичній академії, Центральному Інституті травматології та ортопедії ім. Пріорова, НДІ Г. А. Ілізарова у Кургані. Оволодів методиками консервативного та оперативного лікування переломів кісток.
Анатолій Костюк один із перших у Рядянському Союзі розробив апарати на основі стержнів для лікування переломів довгих кісток, які згодом отримали у літературі назву «Апарати Костюка». Вони дозволяють успішно лікувати найскладніші переломи при поєднаній травмі та множинних переломах (вогнепальні і відкриті), навіть у разі виникнення значних дефектів м'яких тканин і кістки.

## Науковий вклад
Має більше 90 опублікованих наукових праць, 12 патентів України та 4 авторські свідоцтва.

## Нагороди та відзнаки
Нагороджений медалями та орденом «Знак Пошани», «Почесною грамотою Верховної Ради — За особливі заслуги перед Українським народом».